# Léon Goossens
Pour les articles homonymes, voir Goossens.
Léon Goossens est un hautboïste britannique né le 12 juin 1897 à Liverpool et mort à Tunbridge Wells le 12 février 1988.

## Biographie
Léon Goossens est le frère du compositeur et chef d'orchestre Eugène Goossens (1893-1962).
Il naît le 12 juin 1897 à Liverpool et fait ses études musicales au Royal College of Music.
Comme musicien d'orchestre, il est d'abord hautbois solo de l'orchestre du Queen's Hall, avant d'occuper ce poste dans divers orchestres londoniens, à l'orchestre de Covent Garden, l'Orchestre philharmonique (entre 1932 et 1939) et au Royal Philharmonic Orchestra.
Comme pédagogue, Léon Goossens enseigne à la Royal Academy of Music puis au Royal College of Music, où il forme toute une nouvelle génération de hautboïstes britanniques.
Comme interprète, à compter des années 1950, il délaisse l'orchestre et se consacre à la musique de chambre. Ses partenaires principaux sont alors George Malcolm et Yehudi Menuhin.
Nombre de compositeurs britanniques ont écrit à son intention, à l'instar de Benjamin Britten (Fantaisie pour hautbois et trio à cordes, 1932), Arnold Cooke (Quatuor pour hautbois et cordes), Edward Elgar (Soliloquy pour hautbois et orchestre), Eugène Goossens (Concerto pour hautbois et orchestre, 1930) et Gordon Jacob. Il est aussi le dédicataire du Concerto pour hautbois (1944) de Ralph Vaughan Williams.
Léon Goossens est aussi le créateur de plusieurs œuvres, dont Dialogue pour hautbois et piano (1960) de Geoffrey Bush, Interlude pour hautbois et quatuor à cordes de Gerald Finzi (1936), ou la Sonate pour hautbois et piano de Paul Hindemith (1938).
Avec Edwin Roxburgh, il est l'auteur de l'ouvrage Oboe (MacDonald and Jane's, Londres, 1977).
Léon Goossens meurt le 12 février 1988.